# Рисако Ога
Рисако Ога (јап. 大賀 理紗子; 4. јануар 1997) јапанска је фудбалерка.

## Репрезентација
За репрезентацију Јапана дебитовала је 2019. године. За тај тим одиграла је 3 утакмице.

## Статистика
| Јапан  | Јапан | Јапан |
| Год.   | Ута.  | Гол.  |
| ------ | ----- | ----- |
| 2019   | 3     | 0     |
| Укупно | 3     | 0     |